# Geryoninae
Geryoninae is een onderfamilie van kreeftachtigen uit de klasse van de Malacostraca (hogere kreeftachtigen).

## Geslachten
- Chaceon Manning & Holthuis, 1989
- Geryon Krøyer, 1837
- Zariquieyon Manning & Holthuis, 1989